# Opius vernicosus
Opius vernicosus är en stekelart som beskrevs av Vladimir Ivanovich Tobias 1998. Opius vernicosus ingår i släktet Opius och familjen bracksteklar. Inga underarter finns listade i Catalogue of Life.